# Форраи, Миклош
Ми́клош Фо́рраи (венг. Forrai Miklós; 19 октября 1913, Мадьярсек, ныне Комлоский район Венгрии — 25 декабря 1985, Будапешт) — венгерский хоровой дирижёр.
Подготовил и отредактировал издание известного сборника сольфеджио Анджело Микеле Берталотти (1967), составил сборник «Дуэты для женских голосов» (венг. Duettek nöi hangokra zongorakísérettel; 1959) в двух выпусках: от Кариссими до Бетховена и от Шумана до Кодаи. Среди важнейших записей Форраи — первая запись оратории Ференца Листа «Христос» (1971, с Государственным оркестром Венгрии). Форраи записал также ряд псалмов и хоралов Листа и реквием Шумана. За вклад в развитие шуманианы был удостоен в 1980 г. Премии Роберта Шумана. В 1973—1991 гг. был президентом Международного общества Ференца Листа.